# Sydney Bristow
Sydney Anne Bristow es el personaje principal de la serie de televisión Alias',  interpretado por la actriz Jennifer Garner. Se trata de una agente doble de la CIA infiltrada en el SD-6.
Me llamo Sydney Bristow, hace siete años fui reclutada para trabajar en una rama secreta de la CIA llamada SD-6, juré no revelarlo, pero no pude ocultárselo a mi prometido y cuando el jefe del SD-6 lo descubrió, hizo que le mataran. Fue entonces cuando supe la verdad, el SD-6 no forma parte de la CIA, había estado trabajando para la gente contra la que creía estar luchando. Así que acudí al único lugar en el que podían ayudarme a destruirles, ahora soy agente doble de la CIA, donde mi contacto es el oficial Michael Vaughn. Solo hay otra persona que conoce la verdad acerca de mis actividades, otro agente doble infiltrado en el SD-6, una persona a la que apenas conozco, mi padre.
-Sydney Bristow

## Características
El personaje se caracteriza por su fortaleza tanto mental como física tras varios traumas desde la niñez: la muerte de su prometido, de su mejor amiga y de su madre; el descubrimiento de que su madre fue una espía de la KGB; los problemas con sus amigos por los secretos que debe mantener y su relación más que problemática con su padre. Sydney está entrenada en kickboxing y tiene una gran capacidad para soportar el dolor y la tortura. También es políglota, ya que habla inglés (incluidos varios dialectos), español, ruso, alemán, neerlandés, francés, italiano, portugués, sueco, rumano, húngaro, checo, hebreo, uzbeko, árabe, urdo, indonesio, cantonés, mandarín, japonés, coreano y vietnamita

## Biografía
Sydney nació el 17 de abril de 1975. Durante los primeros 6 años de su vida vive con sus padres, aunque su padre Jack Bristow, un doble agente de la CIA infiltrado en SD-6, pasa más tiempo fuera de casa que con ella. Después de que su madre, Irina Derevko, alias Laura Bristow, finja su muerte, Jack es detenido (por la CIA y el FBI) bajo sospechas de que ayudó a Derevko a escapar.
Sydney se va a vivir con Arvin Sloane y su mujer, Emily, durante un tiempo. Después de que su padre sea liberado, Sydney comienza a mostrar signos de gran inteligencia y habilidad para resolver problemas complejos, fruto de un proceso de lavado de cerebro denominado Proyecto Navidad, al cual su padre la sometió años atrás para asegurar su futuro como agente y a la vez, para evitar futuros lavados de cerebro.
A los 19 años, mientras Sydney se encuentra en una de las zonas verdes de su Universidad, un hombre se le acerca y se identifica como agente de Inteligencia estadounidense encargado de reclutarla. El hombre le entrega un número al cual debe llamar si decide aceptar la oferta. Luego de meditarlo un poco, Sydney decide aceptar el reclutamiento.
Comienza su entrenamiento físico e intelectual tras pasar varios meses trabajando como asistente de oficina en el banco Credit Dauphine en Los Ángeles. Creyendo que el banco es una unidad encubierta de la CIA, Sydney confía a su padre su nuevo trabajo, a lo cual éste responde que debe renunciar al trabajo, sin dar razón alguna. Sydney se enfada al no comprender que realmente SD-6 no es una rama secreta de la CIA y que su padre sólo trata de ayudarla.
Durante esta época, Sydney comienza a oír hablar del SD-6, al que considera una rama secreta de la CIA dedicada a la realización de las misiones secretas que no pueden ser registradas, cuya misión es "recobrar y estudiar inteligencia, militar y civil, crítica para la superioridad y supervivencia de los EEUU."
Durante el episodio piloto, Sydney descubre que SD-6 es una rama secreta de la Alianza de los Doce, una organización internacional secreta relacionada con espionaje, extorsión, chantaje y venta de armas e inteligencia científica ; principal enemigo de la CIA.

## Expediente Clasificado
SYDNEY BRISTOW
- IDENTIFICACIÓN: USS-CI-2300844
- PERFIL: BRISTOW SYDNEY A.

CIA USS-CI-2300844.

- AFILIACIÓN: CIA (Agencia Central de Inteligencia)
- NOMBRE CÓDIGO: Montañera, Fenix, Pájaro azul, Freelancer
- ALIAS: Julia Thorne
- ALTURA: 173cm
- PESO: 56,7 kg
- CARACTERÍSTICAS EN SERVICIO: Dislocación de ambos hombros, extracción molar, herida de bala en el hombro izquierdo, severas contusiones internas debido a la pelea con AlLison Doren, proceso de lavado de cerebro y borrado de memoria
- ENTRENAMIENTO Y HABILIDADES ESPECIALES: Lucha, Krav Maga, alta experiencia como agente de campo, Pilates, lingüística, arte dramático y estudios eléctricos para el desbloqueo de puertas con cierres eléctricos o magnéticos, una de las mejores buzos de la agencia.
- IDIOMAS: Inglés (varios dialectos), Español, Francés, Alemán, Italiano, Ruso, Tailandés, Mandarín, Hebreo, Árabe, Japonés, Húngaro, Uzbeko y Urdú.
- EDUCACIÓN:Master en Literatura Inglesa, graduada en febrero de 2003.
- EXPERIENCIA: Reclutada a la edad de 19 años posible primera generación del proyecto Navidad de Jack Bristow.
- PADRE: Jack Bristow
- MADRE: Irina Derevko alias Laura Bristow
- HERMANA: Nadia Santos
- TÍAS: Katya Derevko y Elena Derevko
- HISTORIAL CON LA CIA Y SD-6:Aprovechando que ella pensaba que era la CIA fue reclutada en su primer año de universidad por Arvin Sloane para una organización terrorista llamada SD-6, no fue hasta pasados siete años cuando descubrió la verdadera naturaleza de SD-6 y que su padre era uno de ellos. Acudió a la verdadera CIA y trabajó como doble agente en SD-6. El agente Michael Vaughn fue asignado como su contacto y junto con su padre, también doble agente lograron desarticular SD-6 y a la Alianza de los Doce. Fue declarada oficialmente muerta tras la pelea con Alison Doren y posterior incendio de su casa. En realidad fue secuestrada y torturada por una organización terrorista denominada El Pacto, huyó y se puso en contacto con Kendall Director asistente del FBI, trabajaron juntos bajo la identidad de Julia Thorne. Posteriormente se hizo borrar la memoria para ocultar un artefacto de Rambaldi que contenía su ADN. Tras su retorno a la CIA se encontrará con que Vaughn está casado y su padre en la cárcel bajo custodia federal. Tras la desarticulación de El Pacto la agente Sydney Bristow fue reclutada por una rama secreta de la CIA denominada APO.
- FICHA PERSONAL: Prometida de Danny Hecht (muerto en 2001), tuvo una relación con el agente Noah Hicks (muerto en 2002) y actualmente mantiene una relación con el agente Michael Vaughn. Amiga intima de Francie (asesinada y reemplazada por Alison) y de Will Tippin actualmente bajo protección de testigos. Abierto un expediente disciplinario por desobedecer una orden directa para investigar la sospecha de que Vaugnh es un agente doble, negándose a realizar una copia del disco duro del ordenador personal de Vaughn. Encontró y rescató a su hermana de una cárcel en Chechenia y actualmente comparten casa.

- Datos: Q2640773